# Jabulani Linje
Jabulani Linje, född 7 november 1994, är en malawisk fotbollsspelare.
Jabulani Linje spelade 6 landskamper för det Malawiska landslaget.